# NGC 2403
NGC 2403 é uma galáxia espiral localizada a cerca de onze milhões de anos-luz (aproximadamente 3,37 megaparsecs) de distância na direção da constelação da Girafa. Possui aproximadamente cento e vinte mil anos-luz de diâmetro, uma magnitude aparente de +8,3, uma declinação de +65° 36' 13" e uma ascensão reta de 7 horas, 36 minutos e 51,8 segundos.
A galáxia NGC 2403 foi descoberta em 1788 por William Herschel e pertence ao aglomerado de galáxias M81. Já foram reportadas duas supernovas nesta galáxias: SN 1954J e SN 2004dj.